# Maison Lefever
 (août 2025).
La Maison Lefever est un bâtiment de style Art nouveau, édifié par l'architecte Fernand Lefever à Koekelberg, une commune de Bruxelles.

## Localisation
La maison personnelle de Fernand Lefever est située à Koekelberg, au numéro 59 de l'avenue du Panthéon,, face au parc Élisabeth. Elle constitue un des rares exemples d'Art nouveau dans les communes du nord-ouest de Bruxelles.

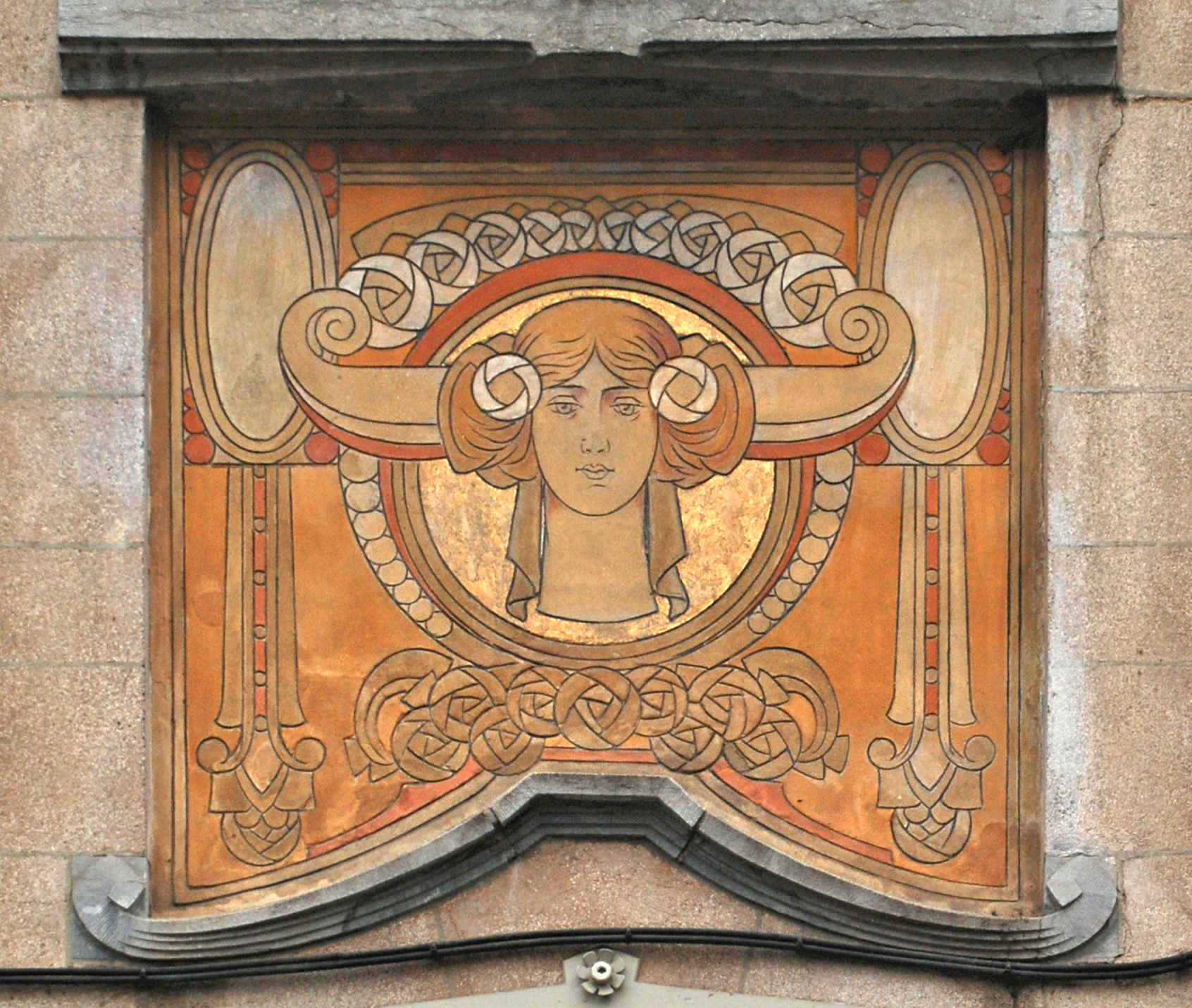
Sgraffite.

## Historique
La maison fut édifiée par Fernand Lefever en 1913 pour son usage personnel. Elle était la carte de visite de l'architecte qui y avait installé ses bureaux.
Lefever a construit sept maisons dans l'avenue du Panthéon et quatorze dans l'avenue Seghers, : à l'aise avec tous les styles, il y manie tout aussi bien l'Art nouveau et l'Art déco que l'éclectisme ou le style Beaux-Arts.

## Statut patrimonial
La maison Lefever fait l'objet d'un classement au titre des monuments historiques depuis le 23 février 2006,.

## Architecture

### Maçonnerie
Contrairement aux apparences, la maison n'est pas en pierre mais recouverte d'un enduit qui imite ce matériau et qui est beaucoup moins coûteux.

### Structure
Cette maison de style « Art nouveau géométrique » présente une composition à l'asymétrie très marquée : comme beaucoup de bâtiments Art nouveau, elle est composée d'une travée large et d'une travée beaucoup plus étroite.

### La travée principale
La travée principale, située à droite, est ornée d'une succession de fenêtres de formes variées, divisées par des petits bois. 
Cette travée est cantonnée de deux pilastres d'ordre colossal qui prennent naissance à deux mètres du sol et montent jusqu'à la toiture où leurs pinacles encadrent le pignon ogival qui couronne majestueusement cette travée.
Au rez-de-chaussée, elle est percée d'une large fenêtre surmontée d'un arc surbaissé et d'un puissant larmier, logé sous le balcon. De part et d'autre de cette fenêtre prennent place les ornements de style « Art nouveau géométrique » qui marquent le départ des pilastres.
Au premier étage, cette travée est percée d'une porte-fenêtre cintrée, précédée d'un balcon aux fers forgés « Art nouveau géométrique ».
Cette travée est couronnée par un grand pignon ogival, percé d'une porte-fenêtre précédée d'un petit balcon. L'encadrement de pierre de ce pignon ogival se prolonge vers le bas dans un élégant mouvement  pour venir former le larmier de la fenêtre du premier étage et venir enserrer la consoles qui soutient le balconnet.

### La travée d'entrée
La travée de gauche intègre la porte d'entrée, une baie cintrée et deux sgraffites de Paul Cauchie.
La porte d'entrée, en bois massif, est percée d'une grande vitre rectangulaire protégée par une grille en fer forgé aux motifs typiquement « Art nouveau géométrique ». Ornée d'une belle poignée de porte, d'une boîte aux lettres au motif très stylisé et d'un médaillon figurant deux putti, elle est surmontée d'une marquise en fer et verre.
L'étage est percé d'une baie cintrée dont l'allège est ornée d'un superbe sgraffite dans les tons beige, blanc et orange représentant un visage de femme entouré de fleurs stylisées.
Cette baie est surmontée d'un second sgraffite plus petit figurant des fleurs stylisées.

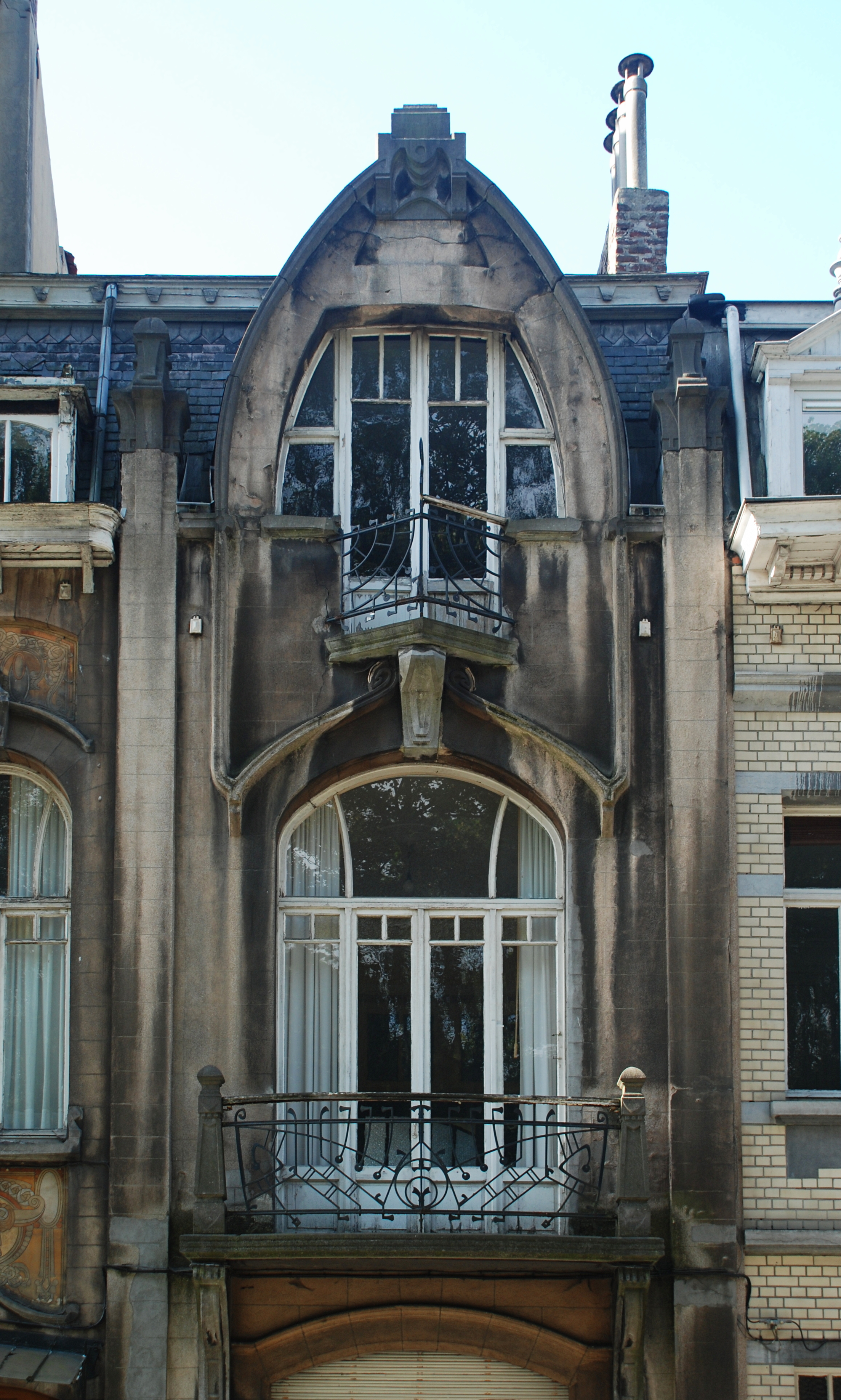
Pignon.
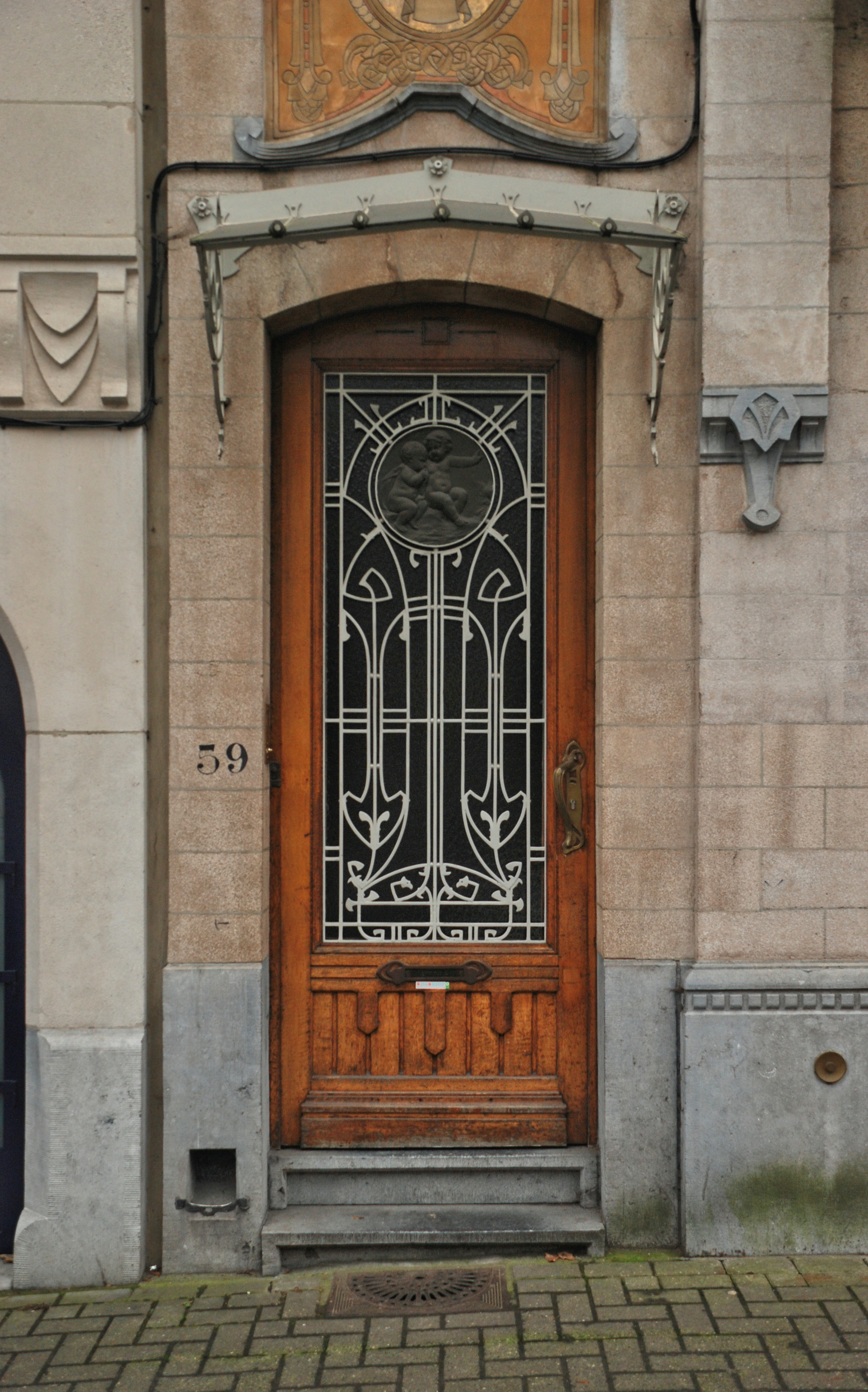
Porte.
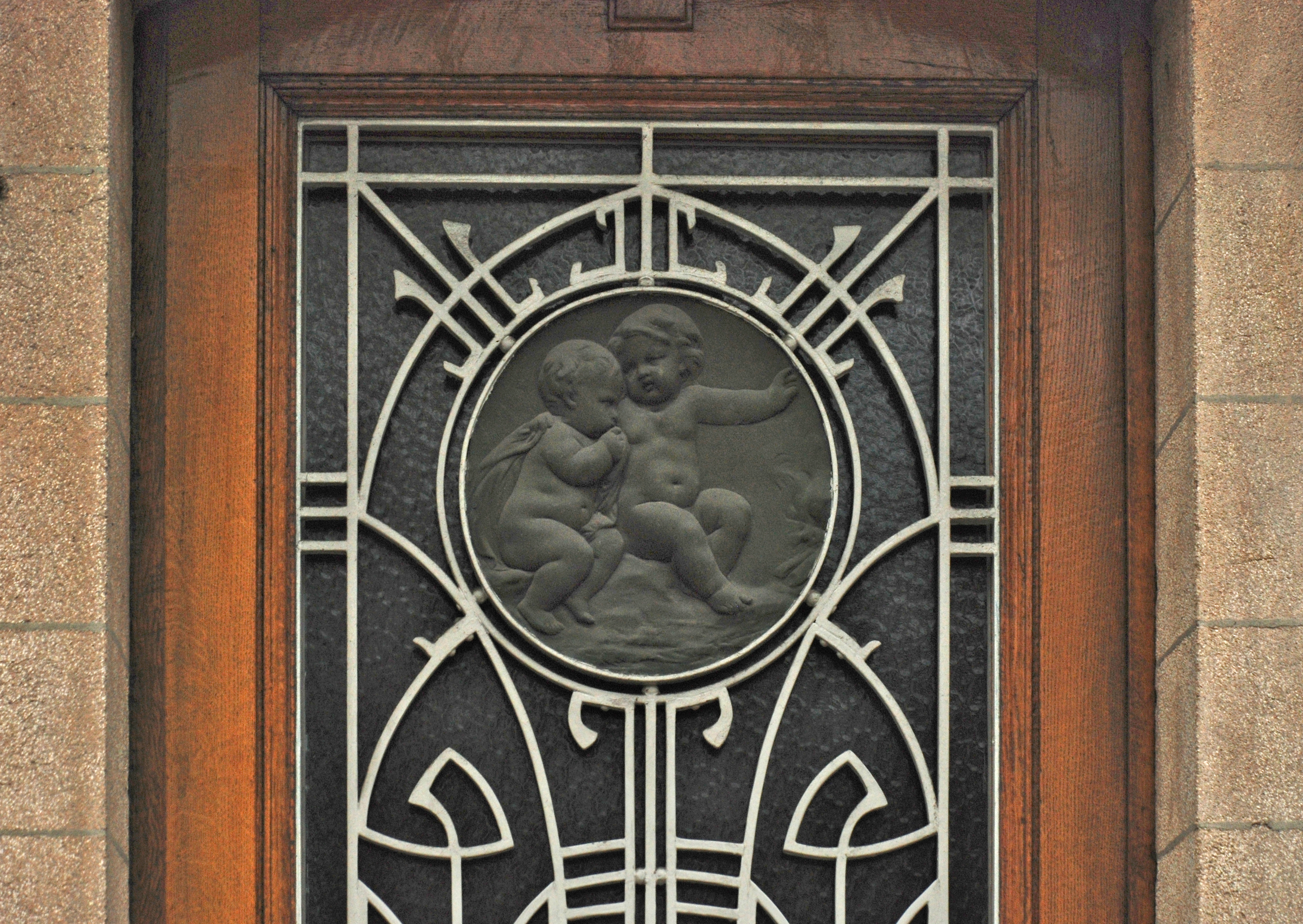
Putti.
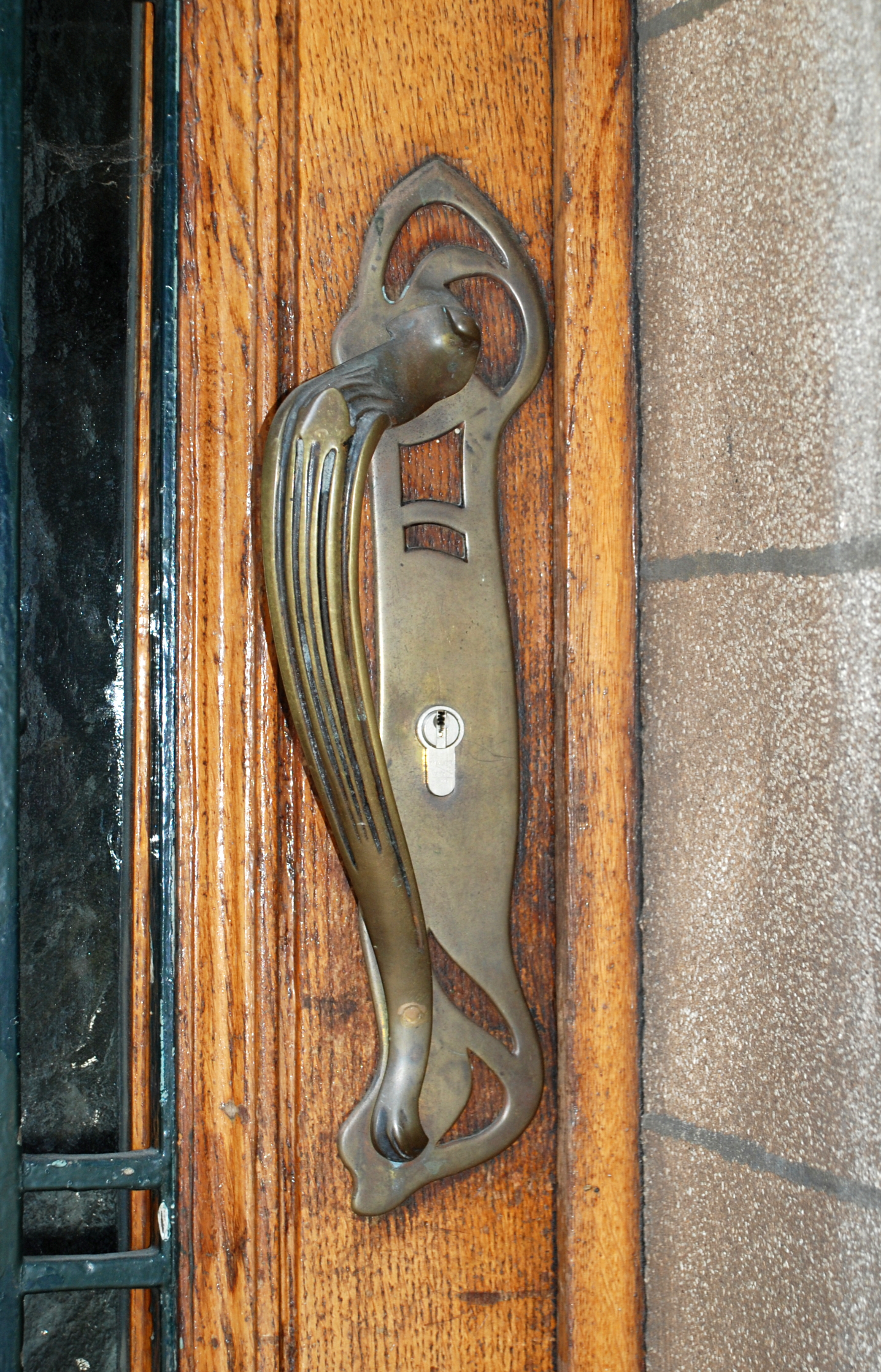
Poignée de porte.
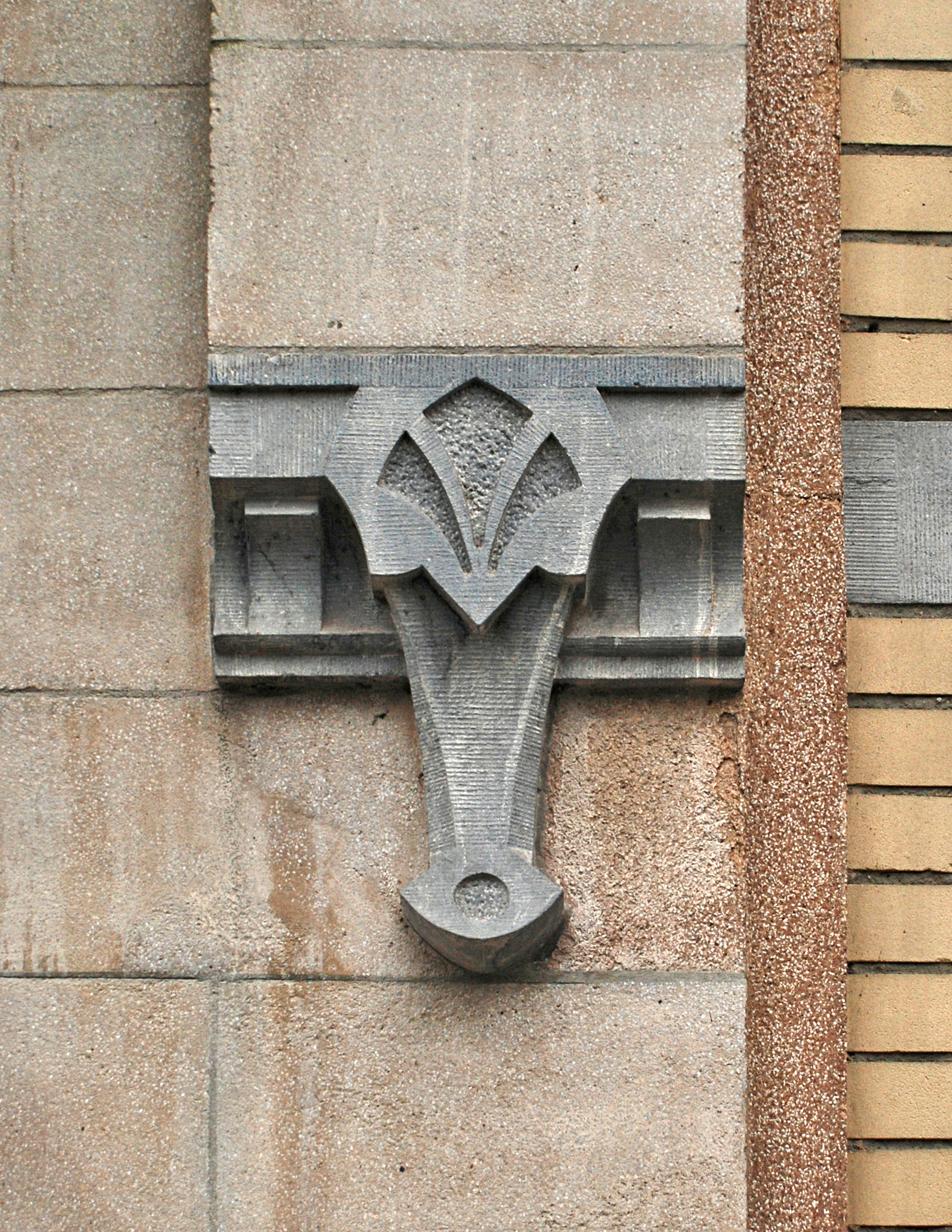
Ornement sculpté.